# Het evangelie volgens Matteüs (film)
Het evangelie volgens Matteüs (originele titel: Il Vangelo secondo Matteo) is een Italiaans-Franse zwart-wit speelfilm uit 1964, geregisseerd door Pier Paolo Pasolini.
De Italiaans gesproken film (met een duur van ongeveer twee uur en een kwartier) behandelt het leven van Jezus zoals dat staat opgetekend in het evangelie volgens Matteüs, maar dan vanuit een communistisch-rooms-katholiek oogpunt. Pasolini gebruikte dit evangelie als draaiboek en hanteerde slechts letterlijke citaten hieruit in zijn film.

De acteurs waren allen amateurs. De rol van Jezus werd vervuld door de Spaans-Catalaanse economiestudent Enrique Irazoqui. Een bijzonderheid is dat de moeder van Pasolini de oude Maria speelde. De film werd opgenomen in de Zuid-Italiaanse plaats Matera uit welke plaats de meeste personen voor de film werden gerekruteerd.
Op het filmfestival van Venetië in 1964 streed deze film voor de prijs van de Gouden Leeuw. Voor zijn regie ontving Pasolini de speciale prijs van de jury. In 1964 werd deze film ook in het Vaticaan vertoond, voor een publiek hoofdzakelijk bestaande uit rooms-katholieke hoogwaardigheidsbekleders. Na afloop gaven de aanwezigen een veertig minuten durend applaus. Een opmerkelijke wetenswaardigheid is dat regisseur Pasolini zelf een atheïst was.

## Rolverdeling
| Acteur               | Personage           | Nota                    |
| -------------------- | ------------------- | ----------------------- |
| Enrique Irazoqui     | Jezus Christus      |                         |
| Enrico Maria Salerno | Jezus Christus      | gedubde stem, onvermeld |
| Margherita Caruso    | jonge Maria         |                         |
| Susanna Pasolini     | oude Maria          |                         |
| Marcello Morante     | Jozef               |                         |
| Gianni Bonagura      | Jozef               | gedubde stem, onvermeld |
| Mario Socrate        | Johannes de Doper   |                         |
| Pino Locchi          | Johannes de Doper   | gedubde stem, onvermeld |
| Settimio Di Porto    | Petrus              |                         |
| Alfonso Gatto        | Andreas             |                         |
| Luigi Barbini        | Jakobus de Meerdere |                         |
| Giacomo Morante      | Johannes            |                         |
| Giorgio Agamben      | Filippus            |                         |
| Guido Cerretani      | Bartolomeüs         |                         |
| Rosario Migale       | Tomas               |                         |
| Ferruccio Nuzzo      | Matteüs             |                         |
| Marcello Galdini     | Jakobus             |                         |
| Elio Spaziani        | Judas Taddeüs       |                         |
| Enzo Siciliano       | Simon               |                         |
| Otello Sestili       | Judas Iscariot      |                         |
| Rodolfo Wilcock      | Caiaphas            |                         |
| Alessandro Tasca     | Pontius Pilatus     |                         |
| Amerigo Bevilacqua   | Herodes de Grote    |                         |
| Francesco Leonetti   | Herod Antipas       |                         |
| Franca Cupane        | Herodias            |                         |
| Paola Tedesco        | Salome              |                         |
| Rossana Di Rocco     | Engel van de Heer   |                         |
| Eliseo Boschi        | Jozef van Arimathea |                         |
| Natalia Ginzburg     | Maria van Bethanië  |                         |
| Renato Terra         | Bezeten man / Satan |                         |

## Verwijzingen